# بوبانگویی
بوبانگویی (به لاتین: Bobangui) یک زیستگاه انسانی در جمهوری آفریقای مرکزی است که در لوبایه واقع شده‌است.

## خصوصیات
بوبانگویی ۱۶٬۴۸۶ نفر جمعیت دارد و ۴۲۲ متر بالاتر از سطح دریا واقع شده‌است.